# تپه نسار (چغا سیاه)
تپه نسار (چقاسیاه) مربوط به دوران‌های تاریخی پس از اسلام است و در شهرستان شازند، بخش زالیان، روستای چقاسیاه واقع شده و این اثر در تاریخ ۹ اردیبهشت ۱۳۸۲ با شمارهٔ ثبت ۸۵۹۱ به‌عنوان یکی از آثار ملی ایران به ثبت رسیده است.